# Збірна Швеції з баскетболу
Збірна Швеції з баскетболу (швед. Sveriges herrlandslag i basket) — національна баскетбольна команда, яка представляє Швецію на міжнародній баскетбольній арені. Найкращий результат збірної Швеції це одинадцяте місце на чемпіонаті Європи 1995 року.

## Історія
Шведи дебютували на Євробаскеті 1953 року в Москві, посівши сімнадцяте останнє місце. Впродовж своєї історії збірна Швеції ще дев'ять разів брала участь в європейських турнірах але жодного разу не підіймалась вище одинадцятого місця.
У 1980 році дебютувала на Олімпійських іграх у підсумку посіли десяту сходинку серед дванадцяти учасників.
Востаннє на Євробаскеті шведи грали в 2013 році, посіли тринадцяте місце.
Станом на 2023 рік шведська збірна жодного разу не потрапляла на чемпіонат світу.

## Результати

### Виступи на Олімпійських іграх
- 1980 10-е

### Виступи на чемпіонаті Європи
| - 1953 : 17-е - 1955 : 16-е - 1961 : 18-е - 1965 : 16-е - 1969 : 12-е | - 1983 : 12-е - 1993 : 13-е - 1995 : 11-е - 2003 : 16-е - 2013 : 13-е |